# Nadleśnictwo Wołów
Nadleśnictwo Wołów – jednostka organizacyjna Lasów Państwowych podległa Regionalnej Dyrekcji Lasów Państwowych we Wrocławiu. Siedziba nadleśnictwa znajduje się w Wołowie, w powiecie wołowskim, w województwie dolnośląskim.
Nadleśnictwo obejmuje większość terytorium powiatu wołowskiego oraz niewielkie fragmenty powiatów trzebnickiego i górowskiego.

## Historia
Do 1945 tutejsze lasy były głównie własnością dużych majątków ziemskich (50%). Pozostałą cześć stanowiły lasy państwowe (36%), klasztorne (7%), prywatne drobnych właścicieli (5%) oraz miejskie (2%).
W 1945 powstały nadleśnictwa Wołów, Jemielno i Bagno. Na początku lat 50. XX w. siedzibą nadleśnictwa Wołów ustanowiono Dębno i zmieniono jego nazwę na nadleśnictwo Dębno. W 1959 powstało nadleśnictwo Wińsko, które objęło lasy, należące dotychczas częściowo do nadleśnictw Dębno, Jemielno i Bagno oraz grunty (zalesione i niezalesione) państwowych gospodarstw rolnych i Państwowego Funduszu Ziemi.
W kolejnych latach następowało scalenie nadleśnictw Dębno, Wińsko, Jemielno i Bagno – początkowo do dwóch nadleśnictw Dębno i Wińsko, które 1 stycznia 1972 połączono w jedno nadleśnictwo Dębno. 1 kwietnia 1983 zmieniono nazwę nadleśnictwa Dębno na nadleśnictwo Wołów i w 1984 przeniesiono jego siedzibę do nowego budynku w Wołowie.

## Ochrona przyrody
Na terenie nadleśnictwa znajdują się dwa rezerwaty przyrody:
- Odrzysko
- Uroczysko Wrzosy.

## Drzewostany
Typy siedliskowe lasów nadleśnictwa (z ich udziałem procentowym):
- bór mieszany świeży 31,80%
- las mieszany świeży 25,53%
- las łęgowy 11,30%
- las mieszany wilgotny 8,68%
- las wilgotny 5,67%
- bór świeży 5,61%
- ols 5,58%
- las świeży 4,64%
- bór mieszany wilgotny 3,72%
- ols jesionowy 0,47%

Gatunki lasotwórcze lasów nadleśnictwa (z ich procentowym udziałem powierzchniowym):
- sosna 63,54%
- dąb 21,86%
- olcha 6,81%
- brzoza 2,83%
- świerk 1,17%
- pozostałe 3,79%